# Hermann Samuel Reimarus
Hermann Samuel Reimarus (22. prosince 1694 Hamburg – 1. březen 1768 Hamburg) byl německý osvícenský filozof a spisovatel. Byl zastánce deismu. Popíral realitu zázraků a patřil k zakladatelům výzkumů historicity Ježíše.